# Мантис
Мантис (англ. Mantis) — супергероиня, появляющаяся в американских комиксах издательства Marvel Comics. Она является бывшим участником команды Мстителей. Мантис заняла 99 место в списке «100 самых сексуальных женщин в комиксах».
Мантис дебютировала в Кинематографической вселенной Marvel в фильме «Стражи Галактики. Часть 2», в исполнении Пом Клементьефф.

## История публикаций
Мантис дебютировала в The Avengers #112 (Июнь, 1973) от сценариста Стива Энглхарта и художника Дона Хека. В дальнейшем персонаж появился (с несколько изменёнными именем и формой) в комиксах других издательств, побывав в продуктах Marvel, DC, Eclipse и Image, прежде чем вернуться обратно к Marvel.

## Биография

### Marvel: происхождение
Будучи наполовину вьетнамкой и наполовину немкой, Мантис родилась в городе Хюэ, Вьетнам, в семье Густава и Лау Брандт. В детстве отец оставил её во Вьетнаме, в Храме инопланетных существ, известных как Священники Пама, которые составляли культ, основанный представителями расы Крии. Они верили в то, что она может стать «Небесной Мадонной», легендарным существом, которое должно родить от старейшего Котати на Земле Небесного Мессию, считавшегося у них «важнейшим существом во вселенной». Воспитание в Храме наложило неизгладимый отпечаток на личность девушки: в частности, она стала думать и говорить о себе в третьем лице, что является распространённой практикой во многих восточных религиозно-философских течениях.
Обучив девушку многим восточным единоборствам, наставники отправили её жить среди людей, внедрив в память Мантис ложную информацию о том, что она — сирота из Хошимина. Встретила мечника в баре и Мантис помогла ему вернуть самоуважение и встать на путь исправления, после чего последовала за ним и вместе они присоединились ко Мстителям. Став союзницей величайших супергероев Земли, Мантис впервые проявила себя, когда сразила Бога Льва.
Вместе с Мстителями Мантис пережила множество приключений. Она противостояла оригинальному составу Зодиака и выяснила, что человек, носивший имя Весы, был её отцом. Она встретила Звёздного сталкера, сражалась с Таносом, Кло и Соларром, Нукло, а затем, бок о бок со Мстителями, Фантастической четвёркой и Нелюдьми вступила в бой с Альтроном на свадьбе Ртути и Кристалл.
Впоследствии Мантис начала испытывать романтическое влечение к Вижену и, несмотря на отказ с его стороны, продолжила пренебрегать чувствами Мечника. Вместе с Алой Ведьмой и Агатой Харкнесс она была похищена Кангом. Затем Мантиса стала свидетельницей смерти Мечника и лишь тогда осознала его привязанность. После похорон Мечника она вступила в бой с титанической тройкой. Вскоре она узнала об истоках войны между Крии и Скруллами, Котати и Священников Пама. Некоторое время спустя Мантис официально присоединилась ко Мстителям и, как оказалось, на самом деле являлась Небесной Мадонной. После её свадьбы со старейшим представителем Котари Мантис превратилась в существо, состоящее из чистой энергии, и покинула Землю.

### DC Comics: Уиллоу
После ухода из Marvel Comics сценарист Стив Энглхарт продолжил историю Мантис в комиксах трёх других издательств, прежде чем вернуться обратно в Marvel.
В комиксе DC Justice League of America #142 она носила имя Уиллоу. На вопрос, откуда она родом, Уиллоу ответила: «Она пришла из того места, которое не должна называть, чтобы добраться до места, о котором никто не должен знать». После двух выпусков серии у неё начались роды.

### Eclipse: Лорелея
В комиксе Eclipse Scorpio Rose #2 персонаж был переименован в Лорелею. На момент событий выпуска, Мантис родила сына.

### Возобновление истории в Marvel
После того, как она родила своего сына Секвоя, Мантис приняла имя Мэнди Целестин и в течение года прожила в Уиллимантике, штат Коннектикут, прежде чем передать ребёнка людям своего отца и отправиться в космические странствия с Серебряным Сёрфером. Вместе с ним она сражалась против Старейшин Вселенной. Со временем Сёрфер влюбился в неё. Тем не менее, Мантис, чья кожа приобрела зелёный оттенок, в то время как сама девушка получила новые способности, что позволили ей дышать в открытом космосе, как побочный эффект беременности, со временем стала тосковать по прежней жизни и своему ребёнку. Впоследствии Мантис считалась погибшей при взрыве, однако ей удалось выжить. Она разделилась на несколько версий самой себя, каждая из которых воплощала различные черты её характера, которые больше не могли совместно существовать в её сознании.
Фрагменты прибыли на Землю и одна из версий Мантис присоединилась ко Мстителям Западного побережья, в то время как часть её воспоминаний стёрлась. После встречи с временно воскресшим Мечником Мантис обнаружила, что её психика была разрушена и решила отправиться на поиски своих версий, чтобы восстановить память. Она отправилась в Нью-Йорк, где встретилась с Фантастической четвёркой, с которой она сражалась бок о бок во время сюжетной линии Inferno. Канг, не знающий о потере воспоминаний Мантис, преследовал её, движимый желанием использовать девушку против Дремлющего Целестиала. В то же время на Землю вернулся Серебряный Сёрфер. С помощью Котати Мантис удалось победить Канга, после чего она покинула своё тело и воссоединилась с Котати, чтобы воспитать своего сына.
Не считая воспоминаний Серебряного Сёрфера, Мантис не появлялась на страницах комиксов вплоть до кроссовера The Crossing. В этом сюжете Мантис была представлена как озлобленная невеста Канга Завоевателя, одержимая мыслью убийства Мстителей. Она возненавидела своего отца и Котати, считая, что те использовали и «осквернили» её.
Поскольку сюжетная линия оказалось неоднозначной, в ограниченной серии Avengers Forever сценарист Курт Бузиек переосмыслил образ Мантис.
В Avengers: Celestial Quest Мантис наконец вернулась на Землю и воссоединилась с оставшимися частями её личности, в то время как некоторые из них были убиты клоном Таноса. Затем она отправилась в космос вместе с Мстителями, чтобы не дать Таносу убить её сына. Во время путешествия она пыталась сблизиться с Виженом, но вскоре отказалась от этой идеи, узнав, что тот по-прежнему любит свою бывшую жену Алую Ведьму. В качестве иллюзии Мантис появилась в сюжетной линии Avengers Disassembled.
Мантис появилась в минисерии Annihilation Conquest: Star-Lord, где стала пленником Крии, но затем была освобождена Питером Квиллом, также известным как Звёздный Лорд.
После уничтожения Альтрона и Фаланги Мантис присоединилась к Стражам Галактики. Она взяла на себя роль психолога команды, используя свои ментальные способности, чтобы сдерживать эмоциональных товарищей.
Во время Secret Invasion было выявлено, что Звёздный Лорд использовал способности Мантис, чтобы заставить некоторых членов Стражей Галактики присоединиться к команде против их воли. Подслушав разговор Квилла и Мантис, Дракс рассказал об их обмане остальным. Это побудило большую часть команды уйти. Енот Ракета повысил её до полевого командира.
Впоследствии Мантис, по-видимому, была убита Магусом, который предвидел, что она попытается использовать свои способности против него. Тем не менее, она выжила наряду со своими товарищами Филой-Велл, Космо, Гаморой и Майором Победой, но попала в плен к Магусу. Затем она присоединилась к другой команде Стражей, говоря Лунному дракону, что Фила-Велл была убита Таносом.
Позже Мантис спасла Питера Квилла от спартанских солдат и, несмотря на нежелание присоединиться к его новой команде, помогла ему выследить источник «временных землетрясений», которые преследовали его после событий Age of Ultron.

## Силы и способности
Обучившись у Священников Пама, Мантис стала мастером боевых искусств, будучи в состоянии победить в ближнем бою таких опытных противников как Капитан Америка. Также она может инстинктивно ощущать слабые места противника, воздействуя на его болевые точки, что позволяет ей победить таких мощных существ как Громовержец Тор. Единственные одиночные поединки, в которых она проиграла, были против Лунного дракона и её отца по прозвищу Весы.
Мантис достигла больших успехов в медитации, в результате чего она получила контроль над своим телом, включая вегетативные функции, такие как сердцебиение, кровообращение, дыхание, а также осознание боли, позволяя ей быстрее исцелять свои раны с помощью силы воли, и получила почти сверхчеловеческие рефлексы и реакцию. Помимо этого, Мантис обладает эмпатической силой, которая позволяет ей чувствовать эмоции других существ.
Мантис приобрела дополнительные способности в результате общения с Котати. Её сопереживание позволило ей общаться с подобными растениям Котати и растительностью. Для того, чтобы путешествовать в пространстве, Мантис могла отделять свою астральную сущность от физической, благодаря чему она в состоянии путешествовать на межпланетные расстояния. Кроме того, Мантис может отправить свою астральную форму в те места, где существует растительность. Она обладает повышенной прочностью, а также защитой от психических и метафизических атак. Кроме того, Мантис обладает способностью контролировать окружающую её растительность. Также она может контролировать растительность поблизости.
Во время её противостояния с могущественным клоном Таноса Мантис продемонстрировала сверхчеловеческую силу, а также способность проецировать мощную энергию, однако после этого случая она не использовала данные силы.
На протяжении всей серии Annihilation Conquest: Star-Lord было показано, что она обладает способностью предвидения. Источник этих сил неизвестен. Другие способности, проявленные или упомянутые в серии — пирокинез, ментатный тренинг и невидимость перед Фалангой.

## Альтернативные версии

### Heroes Reborn
В реальности Heroes Reborn Мантис была возлюбленной Канга Завоевателя. Он отправился на сражение против Мстителей, чтобы доказать Мантис свою любовь. Вскоре после того, как Канг был убит Локи, Мантис призналась, что испытывает к нему чувства, после чего также погибла от руки Локи.

### House of M
В этой реальности Мантис является членом преступной организации Драконов Шан-Чи, вместе с Мечником, Зараном и Мачете. Она была арестована вскоре после того, как Драконы оказались в ловушке убийц Кингпина. Мантис и Шан-Чи остались единственными выжившими членами организации.

## Вне комиксов

### Телевидение
- Мантис появляется в мультсериале «Стражи Галактики», озвученная Дженнифер Хейл[32].

### Кино
- В октябре 2015 года Пом Клементьефф получила роль Мантис в фильме «Стражи Галактики. Часть 2»[2]. Режиссёр картины Джеймс Ганн подтвердил это в феврале 2016 года. По сюжету, Мантис была воспитана отцом Питера Квилла, Эго. Она использует свои способности, чтобы помочь ему заснуть во время его пребывания в человеческой форме. Кроме того, Мантис может ощущать эмоции других людей, при контакте с ними. Мантис представлена как несколько наивная девушка, не показывающая обиды, даже когда Дракс называет её питомцем Эго. Тем не менее, она встаёт на сторону Стражей Галактики, понимая, что благодаря Питеру Эго сможет пробудить свои семена, посаженные им на других планетах, что приведёт к уничтожению вселенной. В сражении против Эго Мантис усыпляет его, выиграв достаточно времени, чтобы Грут смог установить бомбу. В конце концов, она присоединяется к Стражам Галактики.
- Клементьефф вернулась к роли Мантис в фильме «Мстители: Война бесконечности». По сюжету, в начале фильма она встречает Тора. Затем, вместе с Квиллом, Гаморой и Драксом летит на Забвение, пытаясь получить Камень Реальности до Таноса. Однако Безумный Титан уже завладел Камнем. Он превращает Мантис в ленты. Когда он уходит с Гаморой, она собирается в свою привычную форму. Позже летит на Титан, где сражается со Мстителями, приняв их за агентов Таноса. Когда всё встаёт на свои места, появляется Танос и начинается битва, в которой героям с помощью Мантис удаётся обезвредить Таноса. Когда становится известно, что Танос убил Гамору, то Питер Квилл в ярости бьёт Таноса. Он освобождается, и жестоко всех избивает, включая Мантис. Позже Мантис, как и половина Вселенной, погибла, превратившись в пепел, перед этим сказав, что что-то надвигается.
- Клементьефф повторила роль Мантис в фильме «Мстители: Финал». По сюжету она возвращается после щелчка Халка, как и все исчезнувшие персонажи. Участвует в битве с армией Таноса из прошлого, а затем присутствует на похоронах Тони Старка.
- Пом Клементьефф снова исполнила роль Мантис в фильме Стражи Галактики. Часть 3.

### Видеоигры
- Мантис является играбельным персонажем в «Guardians of the Galaxy: The Universal Weapon».
- Али Хиллис озвучила Мантис в игре «Lego Marvel’s Avengers».
- Мантис появляется как играбельный персонаж в игре для мобильных платформ Android и iOS «Marvel Future Fight».
- Мантис является играбельным персонажем в «Guardians of the Galaxy: Telltale series».
- Мантис появилась в Lego Marvel Super Heroes 2.
- Мантис является призываемым персонажем в игре «Демиурги 2».